# Discografia de Far East Movement
Este axexo lista a discografia de Far East Movement, um grupo americano de música pop que é composta por quatro álbuns de estúdio, dois álbuns de compilação, cinco EPs (Extended plays), quatro mixtapes e dezessete videoclipes musicais.

## Álbuns

### Álbuns de estúdio
| Ano                                                                                         | Detalhes do álbum | Melhores posições | Melhores posições | Melhores posições | Melhores posições | Melhores posições |
| Ano                                                                                         | Detalhes do álbum | US                | US Rap            | AUS               | CAN               | UK                |
| ------------------------------------------------------------------------------------------- | --- | ----------------- | ----------------- | ----------------- | ----------------- | ----------------- |
| 2006                                                                                        | Folk Music - Lançamento: 4 de agosto de 2006 - Gravadora: Catch Music Group - Formatos: CD, download digital              | —                 | —                 | —                 | —                 | —                 |
| 2009                                                                                        | Animal - Lançamento: 27 de janeiro de 2009 - Gravadora: Hunnypot - Formatos: CD, download digital                         | —                 | —                 | —                 | —                 | —                 |
| 2010                                                                                        | Free Wired - Lançamento: 9 de outubro de 2010 - Gravadora: Cherrytree/Interscope - Formatos: CD, download digital         | 24                | 4                 | 65                | 16                | 63                |
| 2012                                                                                        | Dirty Bass - Lançamento: 18 de maio de 2012 - Label: Cherrytree/Interscope - Formats: CD, download digital                | 190               | —                 | —                 | 25                | —                 |
| 2016                                                                                        | Identity - Lançamento: 21 de outubro de 2016 - Label: Transparent Agency/Spinnin' Records - Formats: CD, download digital | —                 | —                 | —                 | —                 | —                 |
| "—" denota itens que não entraram nas tabelas musicais ou não foram lançados no território. | |                   |                   |                   |                   |                   |

| Ano  | Detalhes do álbum |
| ---- | --- |
| 2006 | For the Folks n' Family - Lançamento: 30 de maio de 2006 - Gravadora: Catch Music Group - Formatos: CD                                                 |
| 2008 | FM Radio Singles - Lançamento: 16 de setembro de 2008 - Gravadora: Catch Music Group - Formatos: Download digital                                      |
| 2010 | Like a G6 Remixes EP - Lançamento: 19 de outubro de 2010 - Gravadora: Cherrytree/Interscope - Formatos: Download digital                               |
| 2011 | Rocketeer Remixes EP - Lançamento: 11 de fevereiro de 2011 - Gravadora: Cherrytree/Interscope - Formatos: Download digital                             |
| 2011 | If I Was You (OMG) EP - Lançamento: 23 de maio de 2011 - Gravadora: Cherrytree/Interscope - Formatos: Download digital                                 |
| 2012 | Jello (Remixes) [feat. Rye Rye] EP - Lançamento: 01 de janeiro de 2012 - Gravadora: Interscope - Formatos: Download digital                            |
| 2013 | Get Up (Rattle) [Remixes] [feat. Far East Movement] EP - Lançamento: 18 de janeiro de 2013 - Gravadora: Ministry of Sound - Formatos: Download digital |
| 2013 | Murder Was The Bass[20](with Rell the Soundbender) EP - Lançamento: 12 de maio de 2013 - Gravadora: Cherrytree - Formatos: Download digital            |
| 2014 | The Illest (Remixes) [feat. Riff Raff] EP - Lançamento: 01 de janeiro de 2014 - Gravadora: Interscope - Formatos: Download digital                     |
| 2014 | KTown Riot EP - Lançamento: 28 de outubro de 2014 - Gravadora: Cherrytree/Interscope - Formatos: Download digital                                      |
| 2015 | Push (Remixes) EP - Lançamento: 20 de novembro de 2015 - Gravadora: Downright Recordings - Formatos: Download digital                                  |
| 2016 | Entertain Us (Remixes) Swanky Tunes & Far East Movement EP - Lançamento: 17 de junho de 2016 - Gravadora: Dim Mak Records - Formatos: Download digital |

| Ano  | Detalhes do álbum |
| ---- | --- |
| 2005 | Audio-Bio - Lançamento: 29 de abril de 2005 - Gravadora: Catch Music Group - Formatos: CD                                     |
| 2007 | Flavored Animal Droppings - Lançamento: 08 de agosto de 2007 - Gravadora: Catch Music Group - Formatos: CD                    |
| 2009 | Party Animal - Lançamento: 05 de novembro de 2009 - Gravadora: Catch Music Group - Formatos: CD                               |
| 2011 | Bump from the Trunk Vol. 1 - Released: 29 de novembro de 2011 - Gravadora: Cherrytree/Interscope - Formatos: Download digital |
| 2013 | GRZZLY - Released: 29 de maio de 2013 - Gravadora: Cherrytree/Interscope - Formatos: Download digital                         |

## Singles

### Como Artista Principal
| Ano                                                                                         | Canção                                                                                         | Melhores posições | Melhores posições | Melhores posições | Melhores posições | Melhores posições | Melhores posições | Melhores posições | Melhores posições | Melhores posições | Melhores posições | Melhores posições | Certificações                                | Álbum                        |
| Ano                                                                                         | Canção                                                                                         | US                | AUS               | AUT               | CAN               | GER               | IRL               | NL                | NZ                | SWE               | SWI               | UK                | Certificações                                | Álbum                        |
| ------------------------------------------------------------------------------------------- | ---------------------------------------------------------------------------------------------- | ----------------- | ----------------- | ----------------- | ----------------- | ----------------- | ----------------- | ----------------- | ----------------- | ----------------- | ----------------- | ----------------- | -------------------------------------------- | ---------------------------- |
| 2006                                                                                        | "Round Round" (com participação de Storm)                                                      | —                 | —                 | —                 | —                 | —                 | —                 | —                 | —                 | —                 | —                 | —                 |                                              | Folk Music                   |
| 2007                                                                                        | "Lowridin" (com participação de Wiz Khalifa & Bionik)                                          | —                 | —                 | —                 | —                 | —                 | —                 | —                 | —                 | —                 | —                 | —                 |                                              | Animal                       |
| 2007                                                                                        | "You've Got a Friend" (com participação de Lil Rob & Baby Bash)                                | —                 | —                 | —                 | —                 | —                 | —                 | —                 | —                 | —                 | —                 | —                 |                                              | Animal                       |
| 2010                                                                                        | "Girls on the Dance Floor" (com Stereotypes)                                                   | —                 | —                 | —                 | —                 | —                 | —                 | —                 | —                 | —                 | —                 | —                 |                                              | Free Wired                   |
| 2010                                                                                        | "Like a G6" (com participação de The Cataracs e Dev)                                           | 1                 | 2                 | 8                 | 3                 | 15                | 12                | 3                 | 1                 | 7                 | 10                | 5                 | - : 3× Platina - : Platina - : Ouro - : Ouro | Free Wired                   |
| 2010                                                                                        | "Rocketeer" (com participação de Ryan Tedder)                                                  | 7                 | 14                | —                 | 22                | 40                | 25                | 47                | 4                 | —                 | —                 | 14                | - : Platina - : Ouro                         | Free Wired                   |
| 2011                                                                                        | "2gether" (com Roger Sanchez com participação de Kanobby)                                      | —                 | —                 | —                 | —                 | —                 | —                 | 86                | —                 | —                 | —                 | 92                | —                                            | Free Wired                   |
| 2011                                                                                        | "If I Was You (OMG)" (com participação de Snoop Dogg)                                          | —                 | 63                | —                 | —                 | —                 | —                 | —                 | 18                | —                 | —                 | —                 |                                              | Free Wired                   |
| 2011                                                                                        | "Jello" (com participação de Rye Rye)                                                          | —                 | —                 | —                 | —                 | —                 | —                 | —                 | —                 | —                 | —                 | —                 |                                              | Single sem álbum             |
| 2012                                                                                        | "Live My Life" (com participação de Justin Bieber)                                             | 21                | 14                | 20                | 4                 | 8                 | 6                 | 45                | 15                | 13                | 6                 | 7                 | - : Platina                                  | Dirty Bass                   |
| 2012                                                                                        | "Dirty Bass" (com participação de Tyga)                                                        | —                 | —                 | —                 | —                 | —                 | —                 | —                 | —                 | —                 | —                 | —                 |                                              | Dirty Bass                   |
| 2012                                                                                        | "Lights Out (Go Crazy)" (Junior Caldera com participação de Natalia Kills & Far East Movement) | —                 | —                 | —                 | 85                | —                 | —                 | —                 | —                 | —                 | —                 | —                 |                                              | Dirty Bass                   |
| 2012                                                                                        | "Turn Up the Love" (com participação de Cover Drive)                                           | —                 | —                 | —                 | —                 | —                 | 58                | 26                | —                 | 56                | —                 | —                 |                                              | Dirty Bass                   |
| 2012                                                                                        | "Change Your Life" (com participação de Flo Rida e Sidney Samson)                              | —                 | 60                | —                 | —                 | 91                | —                 | —                 | —                 | —                 | —                 | —                 |                                              | Dirty Bass                   |
| 2013                                                                                        | "The Illest" (com participação de Riff Raff)                                                   | —                 | —                 | —                 | —                 | —                 | —                 | —                 | —                 | —                 | —                 | —                 |                                              | Dirty Bass (Special Edition) |
| 2014                                                                                        | "The Illest" (com participação de Schoolboy Q)                                                 | —                 | —                 | —                 | —                 | —                 | —                 | —                 | —                 | —                 | —                 | —                 |                                              | KTown Riot                   |
| 2014                                                                                        | "Bang It to the Curb" (com participação de Sidney Samson)                                      | —                 | —                 | —                 | —                 | —                 | —                 | —                 | —                 | —                 | —                 | —                 |                                              | KTown Riot                   |
| 2016                                                                                        | "AA" (com participação de Soulja Boy)                                                          | —                 | —                 | —                 | —                 | —                 | —                 | —                 | —                 | —                 | —                 | —                 |                                              | ASA                          |
| 2016                                                                                        | "Freal Luv" (com participação de Marshmello), Chanyeol e Tinashe                               | —                 | —                 | —                 | —                 | —                 | —                 | —                 | —                 | —                 | —                 | —                 |                                              | Identity                     |
| 2017                                                                                        | "Don't Speak" (com participação de Tiffany e King Chain)                                       | —                 | —                 | —                 | —                 | —                 | —                 | —                 | —                 | —                 | —                 | —                 |                                              | Identity                     |
| "—" denota itens que não entraram nas tabelas musicais ou não foram lançados no território. |                                                                                                |                   |                   |                   |                   |                   |                   |                   |                   |                   |                   |                   |                                              |                              |

### Como Artista Convidado
| Título                                                                                      | Ano  | Melhores Posições | Melhores Posições | Melhores Posições | Melhores Posições | Melhores Posições | Melhores Posições | Melhores Posições | Melhores Posições | Melhores Posições | Certificações                             | Álbum             |
| Título                                                                                      | Ano  | AUS               | BEL (WA)          | CAN               | GER               | IRL               | NLD               | NZ                | SWI               | UK                | Certificações                             | Álbum             |
| ------------------------------------------------------------------------------------------- | ---- | ----------------- | ----------------- | ----------------- | ----------------- | ----------------- | ----------------- | ----------------- | ----------------- | ----------------- | ----------------------------------------- | ----------------- |
| "Do It in the AM" (Frankmusik featuring Far East Movement)                                  | 2011 | —                 | —                 | —                 | —                 | —                 | —                 | —                 | —                 | —                 |                                           | Do It in the AM   |
| "Lights Out (Go Crazy)" (Junior Caldera featuring Natalia Kills and Far East Movement)      | 2012 | —                 | —                 | 85                | —                 | —                 | —                 | —                 | —                 | —                 |                                           | Singles Sem Álbum |
| "Get Up (Rattle)" (Bingo Players featuring Far East Movement)                               | 2012 | 4                 | 4                 | 51                | 22                | 5                 | 19                | 25                | 24                | 1                 | - ARIA: Platinum - BPI: Silver - MC: Gold | Singles Sem Álbum |
| "Break Yourself" (Hook N Sling featuring Far East Movement)                                 | 2015 | —                 | —                 | —                 | —                 | —                 | —                 | —                 | —                 | —                 |                                           | Singles Sem Álbum |
| "Whiplash" (Sidney Samson featuring Far East Movement)                                      | 2015 | —                 | —                 | —                 | —                 | —                 | —                 | —                 | —                 | —                 |                                           | Singles Sem Álbum |
| "Business" (Doctor P featuring Far East Movement)                                           | 2015 | —                 | —                 | —                 | —                 | —                 | —                 | —                 | —                 | —                 |                                           | Singles Sem Álbum |
| "—" denota itens que não entraram nas tabelas musicais ou não foram lançados no território. |      |                   |                   |                   |                   |                   |                   |                   |                   |                   |                                           |                   |

## Participação em Álbuns
| Título              | Ano  | Outro artista(s)          | Álbum              |
| ------------------- | ---- | ------------------------- | ------------------ |
| "Suga"              | 2005 | Snacky Chan               | The Killa Tape     |
| "Food Fight"        | 2006 | Jin                       | 100 Grand Jin      |
| "Ride 4 You"        | 2012 | Chip tha Ripper, Kid Cudi | Tell Ya Friends    |
| "So Alive"          | 2013 | Wiley                     | The Ascent         |
| "Rock the Movement" | 2014 | 3Ball MTY                 | Globall            |
| "Novacain"          | 2016 | Brennan Heart, Casey K    | I Am Hardstyle     |
| "Mo Bounce"         | 2017 | Iggy Azalea               | Digital Distortion |

## Videoclipes

### Como Artista Principal
| Ano  | Vídeo | Diretor                         |
| ---- | --- | ------------------------------- |
| 2006 | "Round Round" (featuring Storm)                                                                                 | Arowana Films/Evolution Jackson |
| 2006 | "Western" (featuring Mike-C)                                                                                    | Arowana Films                   |
| 2006 | "Satisfaction"                                                                                                  | Arowana Films                   |
| 2006 | "Eyes Never Lie" (featuring Mary Jane)                                                                          | Hosanna Wong                    |
| 2006 | "Holla Hey" | Todd Angkasuwan                 |
| 2006 | "Smile" (featuring Ken Oak)                                                                                     | Todd Angkasuwan                 |
| 2007 | "You Got a Friend" (featuring Baby Bash and Lil Rob)                                                            | Todd Angkasuwan                 |
| 2008 | "I Party" (featuring IZ and DB Tonik)                                                                           | Choz Belen                      |
| 2008 | "Dance Like Michael Jackson"                                                                                    | Wong Fu Productions             |
| 2009 | "Fetish" | Iron Brothers Entertainment     |
| 2009 | "Lowridin'" (featuring Wiz Khalifa & Bionik)                                                                    | Iron Brothers Entertainment     |
| 2010 | "Fuck the Robots"                                                                                               | Arowana Films                   |
| 2010 | "Girls on the Dance Floor" (featuring Stereotypes)                                                              |                                 |
| 2010 | "Like a G6" (featuring Dev & The Cataracs)                                                                      | Matt Alonzo                     |
| 2010 | "Rocketeer" (featuring Ryan Tedder)                                                                             | Marc Klasfeld                   |
| 2010 | "2gether" (with Roger Sanchez featuring Kanobby)                                                                |                                 |
| 2011 | "2 Is Better" (featuring Natalia Kills)                                                                         | Guillaume Doubet                |
| 2011 | "If I Was You (OMG)" (featuring Snoop Dogg)                                                                     | Guillaume Doubet                |
| 2011 | "So What?" | Guillaume Doubet                |
| 2011 | "If I Was You (OMG) (On Campus Remix)" (featuring Snoop Dogg)                                                   |                                 |
| 2012 | "Jello" (featuring Rye Rye)                                                                                     | Matt Alonzo                     |
| 2012 | "Live My Life (Party Rock Remix)" (featuring Justin Bieber and Redfoo)                                          | Mickey Finnegan                 |
| 2012 | "Live My Life" (featuring Justin Bieber)                                                                        | Mickey Finnegan                 |
| 2012 | "Dirty Bass" (featuring Tyga)                                                                                   | DPD                             |
| 2012 | "Turn Up the Love" (featuring Cover Drive)                                                                      | Matt Alonzo                     |
| 2012 | "Little Bird"                                                                                                   | Phil                            |
| 2012 | "For All" | Austin Saya                     |
| 2012 | "Change Your Life" (featuring Flo Rida and Sidney Samson)                                                       | Hyperballad                     |
| 2012 | "Christmas In Downtown LA" (featuring MNEK)                                                                     | DPD                             |
| 2013 | "Ain't Coming Down" (Yeah I'm Trippin Mix) (com Rell the Soundbender, featuring Matthew Koma and Sidney Samson) | Denny Kim                       |
| 2013 | "The Illest" (featuring Riff Raff)                                                                              | Mickey Finnegan                 |
| 2013 | "The Illest" (Ktown Riot Edit) (featuring Riff Raff)                                                            | Denny Kim                       |
| 2014 | "Bang It to the Curb" (featuring Sidney Samson)                                                                 | Jay Ahn                         |

### Como Artista Convidao
| Ano  | Vídeo                                                                                  | Diretor                                |
| ---- | -------------------------------------------------------------------------------------- | -------------------------------------- |
| 2011 | "Do It in the AM" (Frankmusik featuring Far East Movement)                             | Emil Nava                              |
| 2012 | "Lights Out (Go Crazy)" (Junior Caldera featuring Natalia Kills and Far East Movement) | G.                                     |
| 2012 | "Get Up (Rattle)" (Bingo Players featuring Far East Movement)                          | Tim Hope                               |
| 2015 | "Break Yourself" (Hook n Sling featuring Far East Movement)                            | Carlos López Estrada/ Nelson De Castro |

## Produção

### Álbuns
| Ano  | Título | Artista |
| ---- | ------ | ------- |
| 2007 | ABC    | Jin     |